# Maldives aux Jeux du Commonwealth
Les Maldives participent aux Jeux du Commonwealth à partir des Jeux de 1986 à Édimbourg, où elles envoient une délégation composée de cinq joueurs de badminton. Ayant quitté le Commonwealth en 2016, elles ne participent toutefois plus aux Jeux.
Le pays a participé à toutes les éditions de Jeux de 1986 à 2014 inclus, mais n'a jamais remporté de médaille. Les Maldiviens ont pris part aux épreuves de badminton, d'athlétisme, de natation, de tennis (en 2010 uniquement), de tennis de table, et de tir.
Lorsque le Commonwealth demande en 2016 que le gouvernement autoritaire maldivien d'Abdulla Yameen cesse ses violations des droits de l'homme et des principes de la démocratie et de l'État de droit, le gouvernement retire le pays de l'organisation. Les Maldives ne sont donc pas présentes aux Jeux du Commonwealth de 2018. L'arrivée au pouvoir fin 2018 du président démocrate Ibrahim Mohamed Solih amène toutefois les Maldives à demander leur réintégration au Commonwealth.